# Jiří Kolominský
Jiří Kolominský (německy Georg Kolominski; slovensky Juraj Kolominský, 16. prosince 1925, Praha – 18. června 1986, Bad Oeynhausen), skautskou přezdívkou Mauglí, byl československý gastroenterolog se specializací na lázeňství a důležitý představitel československého exilového skautingu.
Byl ředitelem lázeňského vědeckého institutu v Karlových Varech, který rozvinul v mezinárodně uznávané centrum pro lázeňské lékařství. Ve specializaci na lázeňství při onemocnění trávicího traktu (žaludku a střev) byl světově uznávaným vědcem a odborným autorem. Po své emigraci do západního Německa v roce 1968 se stal spoluzakladatelem a později evropským předsedou Českého a slovenského exilového skautingu.

## Původ
Kolominský se narodil jako první dítě manželům Jaromíru Rabasovi (1887–1929) a Miloslavě Peterkové (1902–1947) v Praze. Jaromír Rabas pocházel z pražské měšťanské rodiny a studoval stavebnictví a inženýrství. Miloslava Peterková pocházela ze středostavovské rodiny ze Suchovršic a byla učitelkou. Jaromír Rabas se účastnil první světové války jako kapitán 28. železniční roty c. a k. zemských bezpečnostních sil Rakousko-Uherska a pracoval v Tyrolsku pod vedením Leopolda Oerley na stavbě železničních tratí (Fleimstalbahn a Grödnerbahn). Grödnerova trať byla postavena v letech 1915/16 jakožto vojenská polní trať pro zásobování jednotek na tehdejší Dolomitské frontě. Po válce byl činný v Praze jako stavební a vyměřovací inženýr a vedl vlastní stavební firmu. Jeho rodiče se vzali v roce 1924, v únoru 1929 se narodila Kolominského sestra Jarmila.
V srpnu 1929 zemřel Kolominského otec Jaromír Rabas na otravu krve důsledkem akutního hnisavého zubního zánětu. Matka Miroslava se v roce 1932 podruhé vdala za ruského stavebního a vyměřovacího inženýra Borise Kolominského (nar. 1896 v Krasnogradu, zemřel 1949 v Žilině), bývalého důstojníka císařské ruské armády, který bojoval v ruské občanské válce na straně bílých v Kolčakově armádě, Rusko opustil s československými legiemi a byl v Československu přijat jakožto politický emigrant. V květnu 1942 Boris Kolominský Jiřího a Jarmilu adoptoval; ti pak přijali příjmení Kolominský-Rabas. V roce 1937 se celá rodina i s firmou přestěhovala do Žiliny.

## Život
V Žilině navštěvoval Jiří Kolominský gymnázium a stal se tam v roce 1941 spoluzakladatelem Slovenské entomologické společnosti. Po maturitě v roce 1944 studoval nejprve medicínu na bratislavské univerzitě, od roku 1946 pak na lékařské fakultě Univerzity Karlovy v Praze, na níž dosáhl titulu MUDr. V letech 1950–1954 musel absolvovat pětiletou službu u Československé lidové armády jako sanitární důstojník. V roce 1956 získal atestaci pro interní medicínu, v roce 1957 pak pro lázeňství a fyzikální medicínu. V rámci svého lékařského vzdělání byl činný v lázních Piešťany, ve Františkových Lázních a také v Mariánských Lázních. V roce 1958 byl povolán k řediteli[ujasnit] Výzkumného ústavu balneologického I. P. Pavlova (VUB) do Karlových Varů, tehdy vedoucího výzkumného zařízení v oblasti balneologie a fyzikální medicíny ve východním bloku se stovkou lůžek a 170 zaměstnanci, přímo podřízeného československému ministerstvu zdravotnictví. V rozmezí let 1962 a 1972 toto pracoviště vydalo celkem 530 vědeckých publikací a uvedlo na trh lékařské osnovy pro terapeutická použití v lázních v Československu.
Po potlačení pražského jara emigroval Kolominský se svou rodinou v říjnu 1968 do západního Německa. V letech 1968–1969 byl primářem lázeňské kliniky Parksanatorium St. Georg v Bad Soden-Salmünster, 1970–1972 vědeckým vedoucím Balneologického institutu Bad-Lippspringe a od roku 1972 až do své smrti balneologem v Bad Oeynhausen.
Byl ženatý s Rosemarie roz. Wild, s níž měl v roce 1959 syna Petera, později neurologa a vědce v ošetřovatelské péči.

## Vědecké působení
Již v době svých lékařských studií ke specializaci gastroenterologa se Kolominský zabýval terapeutickým využitím přírodních léčivých pramenů ve formě koupelí, pitných kúr a inhalací. Bezprostředně po svém povolání na VUB začal s výzkumnými pracemi o působení karlovarské pitné kúry na nemoci žlučníku, žlučových cest a slinivky břišní, které mají v balneologii mezinárodní respekt.
V roce 1968 vedl spolu s Miloslavem Keclíkem randomizovanou kontrolovanou studii k účinkům karlovarské pitné kúry na vývoj žlučových kamenů. Tím byl Kolominský prvním vědcem, který prostřednictvím přísných požadavků evidence-based medicíny empiricky doložil působení lázeňské péče. Jeho vědecké práce mají dlouhou tradici u karlovarských lázeňských lékařů při léčbě poruch zažívacích orgánů.

## Skauting
Jiří Kolominský vstoupil do Svazu skautů roku 1937 v Žilině. Po rozbití Československa byl skauting vládou Slovenského státu zakázán; Kolominský se tak v roce 1939 připojil ke skautům v protektorátním Hradci Králové. I v Protektorátu byl však skauting roku 1940 nacisty zakázán.
Po obnově Junáka v roce 1945 se Kolominský účastnil jako sanitář oficiální delegace československého skautingu Jamboree míru konaného v létě 1947 ve francouzském Moissonu. Po převzetí moci komunisty se ještě před zákazem skautingu jako účastník táborů na Šumavě angažoval jako pomocník při převádění uprchlíků do západního Německa. Některé tábory byly pořádány přímo k tomuto účelu a uprchlíci byli přes hranici převáděni ve skautských krojích.
Od roku 1965 vedl Kolominský ilegální skautský oddíl v Karlových Varech, který se v průběhu pražského jara připojil k obnovenému Junáku.
Po emigraci do Spolkové republiky Německo organizoval Kolominský od roku 1972 každoročně skautské tábory pro mladé lidi z řad československých emigrantů v Německu, Nizozemsku a Švýcarsku (mj. tábor Kostival 1972 a 1973 v Glattu, tábor Severka 1974 a 1975 v diecézním centru v Rüthenu, tábor Severka 77 v Korbachu). V roce 1975 ve Winterthuru spoluzaložil Český a slovenský exilový skauting (ČSES), byl členem jeho evropské rady a od roku 1984 jí i předsedal.
V jednáních s německými skauty svatého Jiří (DPSG) se Kolominskému podařilo rozšířit po celém Německu sedm regionálních kmenů ČSES jakožto jednotnou formaci integrovanou do DPSG. Tak získaly oddíly v rámci DPSG plnou autonomii, mohly se nadále oficiálně označovat jako čeští a slovenští exiloví skauti a nosit své vlastní tradiční kroje. S podporou DPSG se v roce 1975 čeští a slovenští skauti (Free Czechs) účastnili pod vedením Kolominského poprvé od roku 1947 světového jamboree v Lillehammeru.
Mezi lety 1977 a 1986 byl Kolominský spoluvydavatelem exilového skautského časopisu Stopa (časopis pro české a slovenské skauty v zahraničí).

## Památka
Ve vzpomínce na zásluhy Jiřího Kolominského pro české skautské hnutí přispěla paní Jarmila Langová milion korun Skautské nadaci Jaroslava Foglara. Tyto prostředky byly použity na stavbu skautského centra v Děčíně, které bylo na jeho památku pojmenováno Mauglí.

## Dílo (výběr)
- Křížek V, Kolominský J: Thermal effect of ultrasonics in tissue. In: Časopis lékar̆ů c̆eských.Nr. 90, 1951, S. 482–486.
- Kolominský J: Indikationen und Kontraindikationen der Behandlung in Trencianske Teplice. In: Vojenské zdravotnické listy (Zeitschrift für Militärmedizin). Nr. 2, 1956, S. 261–272.
- Kolominský J, Svab L: Das Röntgenbild der funktionellen Veränderungen der Gallenblase unter dem Einfluss von Karlsbader Trink- und Moorkur. In: Kolominský J (Hrsg.): Sborník referátů VII. Mezinárodního sjezdu pro vseobecný výzkum raselin. Fyziatrická společnost, sekce Cs. lékařské společnosti J.E. Purkyně, Praha 1960, S. 55–64.
- Kolominský J: Veränderungen der Aktivität der glykolytischen Enzyme bei Zuständen nach Hepatitis im Verlauf der Karlsbader Kur. In: Ceskoslovenská gastroenterologie a výz̆iva. Nr. 14, 1960, S. 75–80.
- Kolominský J: Berichterstattung – VII. Internationale Kongress für universelle Moorforschung in Franzensbad vom 15.-19.09.1960. In: Zeitschrift für angewandte Bäder- und Klimaheilkunde. Nr. 1, 1961, S. 3–12.
- Bures K, Fried J, Kolominský J: 120 Jahre Balneotherapie der Zuckerkrankheit in Karlsbad. In: Frantisek Lennoch, Vojmir Kralik (Hrsg.): Balneologia et Balneotherapia 1961. Česká lékařská společnost Jana Evangelisty Purkyně, Státni zdravotnické nakladatelstvi, Praha 1961, S. 254–292.
- Kolominský J: Kongreßbericht – Internationaler Kongress für Balneologie und medizinische Klimatologie in Baden-Baden vom 30.9.-4.10.1962. In: Archiv für physikalische Therapie. Nr. 2, 1963, S. 21–25.
- Kolominský J, Vala L, Solc P, Hercikova M, Böhmova V: Balneological treatment after operations of the gastrointestinal tract. In: Ceskoslovenská gastroenterologie a výz̆iva. Nr. 5, 1964, S. 296–304.
- Kolominský J: Rational dosage of radon baths in relation to the uricosuric effect. In: Fysiatrický věstník. Nr. 3, 1964, S. 144–152.
- Kolominský J, Smrcka: Die Balneotherapie der Funktionsdyspepsien und der Verstopfung. In: Frantisek Lennoch, Vojmir Kralik (Hrsg.): Balneologia et Balneotherapia 1963. Česká lékařská společnost Jana Evangelisty Purkyně, Státni zdravotnické nakladatelstvi Praha, 1964, S. 319–338.
- Kolominský J, Setka J: On the action of thermophysical stimuli on the temperature of the mucosa of the gastrointestinal tract. In: Ceskoslovenská gastroenterologie a výz̆iva. Nr. 7, 1965, S. 389–396.
- Kolominský J: 20 Years of research in the in the czechoslovak balneologic gastroenterology (1945–1965). In: Fysiatrický věstník. Nr. 43, 1965, S. 134–137.
- Kolominský J, Setka J: Die Balneotherapie in der Behandlung des Postresektionssydroms. In: Imre Magyar (Hrsg.). Acta Tertii Conventus Medicinae Internae Hungarici: Gastroenterologia. Akademiai Nyomda, Budapest 1965, S. 105–111.
- Kolominský J, Král Z: Bog water drinking therapy in hyperacidity. In: Vnitr̆ní lékar̆ství. Nr. 10, 1966, S. 956–963.
- Kolominský J, Kozák L: Health resort environment as a curative factor from physician's and architect's points of view. In: Fysiatrický a reumatologický vestník. Nr. 5, 1966, S. 257–262.
- Kolominský J, Doberský P: Diet with contrast and fat days in the balneotherapy of obesity. In: Fysiatrický a reumatologický vestník. Nr. 3, 1967, S. 136–144.
- Kolominský J, Benda J, Hanycz J, Dobersky P, Kozel Z: Léčebné postupy v lázeňské gastroenterologii. Balnea Verlag, Prag 1967.
- Kolominský J, Keclík M, Zeman J, Král Z: Balneotherapy of cholecystolithiasis in the light of a controlled clinical experiment. In: Časopis lékar̆ů c̆eských. Nr. 11, 1968, S. 334–340.
- Štěpánek P, Křížek V, Kolominský J: Our experiences with a reducing diet with contrast and high-fat days. In: Ceskoslovenská gastroenterologie a výz̆iva. Nr. 8, 1968, S. 531–536.
- Keclík M, Kolominský J: Spa treatment of cholelithiasis. A controlled study. In: Practitioner. Nr. 201, 1968, S. 474–477.
- Benýsek L, Kojecký Z, Kolominský J: Idiopathic hyperlipemia and Karlsbad cure. In: Fysiatrický a reumatologický vestník. Nr. 2, 1968, S. 127–132.
- Krízek V, Kolominský J, Stěpánek P: Zweifache taktische Vorgehensweise in der Behandlung der Fettleibigkeit. In: Výz̆iva lidu. Nr. 9. 1968, S. 155–156.
- Kolominský J, Keclik M, Kral Z: Langfristige Effekte der Karlsbader Balneotherapie bei Cholecystolithiasis. In: Frantisek Lennoch, Vojmir Kralik (Hrsg.): Balneologia et Balneotherapia 1967. Česká lékařská společnost Jana Evangelisty Purkyně, Státni zdravotnické nakladatelstvi, Praha 1969, S. 119–134.
- Benysek L, Kojecky Z, Kolominský J: Karlsbader Kur der idiopathischen Hyperlipämie. In: Frantisek Lennoch, Vojmir Kralik: Balneologia et Balneotherapia 1967. Česká lékařská společnost Jana Evangelisty Purkyně, Státni zdravotnické nakladatelstvi, Praha 1969, S. 353–355.
- Kolominský J, Keclík M, Král Z: Die Kurbehandlung der Gallensteinkrankheit im Lichte neuer klinisch-experimenteller Studien. In: Archiv für Physikalische Therapie. Nr. 5, 1969, S. 325–336.
- Kolominský J, Krizek V: Report on the International Congress for Balneology and Medical Climatology in Cannes. In: Archiv für Physikalische Therapie. Nr. 4, 1970, S. 237–242.
- Kolominský J, Krizek V: Special Report on the Peloid Committee oft he International Congress for Balneology and Medical Climatology in Cannes. In: Archiv für Physikalische Therapie. Nr. 4, 1970, S. 243–244.
- Kolominský J: Nachruf – Prof. M.U.Dr. Frantisek Lennoch, DrSc. In: Zeitschrift für angewandte Bäder- und Klimaheilkunde. Nr. 1, 1971, S. 3–4.
- Kolominský J, Mielke U: Die Balneotherapie bei adipösen Emphysenbronchitikern. In: Zeitschrift für angewandte Bäder- und Klimaheilkunde. Nr. 5, 1971, S. 1–8.
- Kolominský J: Die Balneotherapie der Gallenkrankheiten – Tradition -Gegenwart-Zukunft. In: Therapiewoche. Nr. 35, 1971, S. 2530–2533.